# Amizone (vescovo di Torino)
Amizone di Torino (Torino, ... – Torino, 1000) è stato un vescovo italiano.

## Biografia
Amizone fu vescovo di Torino dal 966 all'anno 1000. Era nato a Torino ed era probabilmente figlio del Arduino il Glabro, Marchese di Torino.
Non appena eletto, si preoccupò di confermare la fondazione del monastero di Chiusa (futura Sacra di San Michele), divenendo famoso anche perché con un editto del 998 l'imperatore Ottone III di Sassonia gli concesse il possesso delle valli di Stura e Braida, con città di importanza significativa come Chieri.
Morì a Torino nel 1000.